# Llista de monuments de Palamós
Llista de monuments de Palamós inclosos en l'Inventari del Patrimoni Arquitectònic Català per al municipi de Palamós (Baix Empordà). Inclou els inscrits en el Registre de Béns Culturals d'Interès Nacional (BCIN) amb classificats com a monuments històrics, els béns culturals d'interès local (BCIL) de caràcter immoble i la resta de béns arquitectònics integrants del patrimoni cultural català.
| Monument                                                                 | Protecció       | Estil/època                         | Localització                                                  | Coordenades                                            | Codi?         | Imatge |
| ------------------------------------------------------------------------ | --------------- | ----------------------------------- | ------------------------------------------------------------- | ------------------------------------------------------ | ------------- | --- |
| Castell de Sant Esteve de Mar                                            | BCIN 1170-MH    | XIII-XVIII                          | Palamós                                                       | 41° 51′ 30″ N, 3° 08′ 51″ E / 41.8582556°N,3.1475917°E | RI-51-0005985 | Castell de Sant Esteve de Mar (Palamós) · Vegeu més fotos d'aquest monument · Carregueu una nova foto d'aquest monument          |
| Castell de Vila-romà                                                     | BCIN 1171-MH    | Medieval                            | Palamós                                                       | 41° 52′ 56″ N, 3° 06′ 28″ E / 41.8820861°N,3.1077861°E | RI-51-0005986 | Castell de Vila-romà (Palamós) · Vegeu més fotos d'aquest monument · Carregueu una nova foto d'aquest monument                   |
| Mas de la Pietat                                                         | BCIN 1172-MH    | XVI-XVII                            | Palamós                                                       | 41° 52′ 17″ N, 3° 07′ 18″ E / 41.871425°N,3.1216417°E  | RI-51-0005989 | Mas de la Pietat (Palamós) · Vegeu més fotos d'aquest monument · Carregueu una nova foto d'aquest monument                       |
| La Torre Mirona                                                          | BCIN 1173-MH    | XVI-XVII                            | Palamós                                                       | 41° 52′ 27″ N, 3° 08′ 58″ E / 41.8742583°N,3.1493806°E | RI-51-0005990 | Carregueu una nova foto d'aquest monument                                                                                        |
| Mas Agustí, Torre del Mas Agustí                                         | BCIN 1174-MH    | XVI-XVII                            | Palamós C. de Mas Juny, Sant Esteve de la Fosca               | 41° 51′ 49″ N, 3° 08′ 44″ E / 41.8636972°N,3.1455361°E | RI-51-0005991 | Mas Agustí (Palamós) · Vegeu més fotos d'aquest monument · Carregueu una nova foto d'aquest monument                             |
| Mas Juny                                                                 | BCIN 1175-MH    | XVI-XVII                            | Palamós Sobre la cala s'Alguer                                | 41° 51′ 48″ N, 3° 09′ 10″ E / 41.86345°N,3.1527889°E   | RI-51-0005987 | Mas Juny (Palamós) · Vegeu més fotos d'aquest monument · Carregueu una nova foto d'aquest monument                               |
| Torre del Mas Pepó                                                       | BCIN 1176-MH    | XVI-XVII                            | Palamós                                                       | 41° 51′ 51″ N, 3° 08′ 28″ E / 41.864045°N,3.141220°E   | RI-51-0005992 | Torre del Mas Pepó (Palamós) · Vegeu més fotos d'aquest monument · Carregueu una nova foto d'aquest monument                     |
| Torre del Mas Xec, antic Mas Bofill                                      | BCIN 1924-MH    | Obra popular XVI-XVII               | Palamós Camí de la Torre Mirona                               | 41° 52′ 12″ N, 3° 08′ 31″ E / 41.870092°N,3.142036°E   | RI-51-0005988 | Carregueu una nova foto d'aquest monument                                                                                        |
| Cala s'Alguer                                                            | BCIN 1932-CH-EN | Obra popular                        | Palamós                                                       | 41° 51′ 44″ N, 3° 09′ 07″ E / 41.86216°N,3.15189°E     | RI-53-0000481 | Cala s'Alguer (Palamós) · Vegeu més fotos d'aquest monument · Carregueu una nova foto d'aquest monument                          |
| Mas de Bofill, Mas Collell                                               |                 | XVI-XVII                            | Palamós                                                       | 41° 52′ 08″ N, 3° 08′ 36″ E / 41.868766°N,3.143412°E   | IPA-1295      | Carregueu una nova foto d'aquest monument                                                                                        |
| Església de Santa Maria del Mar                                          |                 | Gòtic tardà XV-XVI                  | Palamós Pl. de l'Església                                     | 41° 50′ 49″ N, 3° 07′ 43″ E / 41.846949°N,3.128601°E   | IPA-7150      | Església de Santa Maria del Mar (Palamós) · Vegeu més fotos d'aquest monument · Carregueu una nova foto d'aquest monument        |
| Banca Ribera                                                             |                 | Eclecticisme XIX Final              | Palamós Av. 11 de Setembre, 97                                | 41° 50′ 42″ N, 3° 07′ 44″ E / 41.845116°N,3.128949°E   | IPA-7152      | Banca Ribera (Palamós) · Vegeu més fotos d'aquest monument · Carregueu una nova foto d'aquest monument                           |
| Església de Santa Eugènia de Vila-romà, Església de Sant Joan            |                 | Barroc XVIII                        | Palamós C. de l'Església, 22                                  | 41° 51′ 27″ N, 3° 07′ 46″ E / 41.857387°N,3.129577°E   | IPA-7164      | Església de Santa Eugènia de Vila-romà (Palamós) · Vegeu més fotos d'aquest monument · Carregueu una nova foto d'aquest monument |
| Santuari de Santa Maria de Bell-lloc                                     |                 | Obra popular, barroc XVIII          | Palamós Sota el castell de Vila-romà                          | 41° 52′ 53″ N, 3° 06′ 33″ E / 41.881522°N,3.109194°E   | IPA-7165      | Santuari de Santa Maria de Bell-lloc (Palamós) · Vegeu més fotos d'aquest monument · Carregueu una nova foto d'aquest monument   |
| Església del Carme                                                       |                 | Neoclassicisme XVIII                | Palamós C. Miquel Costa, 27                                   | 41° 50′ 50″ N, 3° 07′ 50″ E / 41.847116°N,3.130601°E   | IPA-7166      | Església del Carme (Palamós) · Vegeu més fotos d'aquest monument · Carregueu una nova foto d'aquest monument                     |
| Casa Vincke                                                              |                 | Eclecticisme XIX                    | Palamós C. Puigcerver, 38                                     | 41° 50′ 56″ N, 3° 07′ 31″ E / 41.849011°N,3.125175°E   | IPA-7167      | Casa Vincke (Palamós) · Vegeu més fotos d'aquest monument · Carregueu una nova foto d'aquest monument                            |
| Casa Vilahur                                                             |                 | Modernisme XX                       | Palamós Pg. de la Fosca                                       | 41° 51′ 28″ N, 3° 08′ 34″ E / 41.857750°N,3.142763°E   | IPA-7168      | Casa Vilahur (Palamós) · Vegeu més fotos d'aquest monument · Carregueu una nova foto d'aquest monument                           |
| Casa Puig-Palau                                                          |                 | Monumentalisme academicista XX      | Palamós Al nord-est de la platja de Castell                   | 41° 51′ 50″ N, 3° 09′ 33″ E / 41.864006°N,3.159153°E   | IPA-7169      | Casa Puig-Palau (Palamós) · Vegeu més fotos d'aquest monument · Carregueu una nova foto d'aquest monument                        |
| Fàbrica Tauler                                                           |                 | Modernisme, eclecticisme XX Inici   | Palamós C. Enric Vincke, 9                                    | 41° 50′ 58″ N, 3° 07′ 30″ E / 41.849403°N,3.124953°E   | IPA-7170      | Fàbrica Tauler (Palamós) · Vegeu més fotos d'aquest monument · Carregueu una nova foto d'aquest monument                         |
| Mas de Torre Mirona                                                      |                 | Obra popular XVI-XVIII              | Palamós Camí de Castell                                       | 41° 52′ 27″ N, 3° 08′ 58″ E / 41.874287°N,3.149387°E   | IPA-7171      | Carregueu una nova foto d'aquest monument                                                                                        |
| Casa de la Vila                                                          |                 | Eclecticisme XX Inici               | Palamós C. Major, 56                                          | 41° 50′ 56″ N, 3° 07′ 31″ E / 41.849011°N,3.125175°E   | IPA-7172      | Casa de la Vila (Palamós) · Vegeu més fotos d'aquest monument · Carregueu una nova foto d'aquest monument                        |
| Mas Perals, Can Grassot, Mas del Gall, Mas Aguilar                       |                 | Obra popular, gòtic-renaixement XVI | Palamós Figuerar, 18                                          | 41° 52′ 04″ N, 3° 07′ 56″ E / 41.867699°N,3.132107°E   | IPA-7173      | Mas Perals (Palamós) · Vegeu més fotos d'aquest monument · Carregueu una nova foto d'aquest monument                             |
| Mas Pagès                                                                |                 | Obra popular XVII                   | Palamós C. del Castell de Vila-romà                           | 41° 52′ 14″ N, 3° 07′ 20″ E / 41.870673°N,3.122340°E   | IPA-7174      | Mas Pagès (Palamós) · Vegeu més fotos d'aquest monument · Carregueu una nova foto d'aquest monument                              |
| Mas Canyet                                                               |                 | Obra popular XVI-XVIII              | Palamós Camí de cala Canyers                                  | 41° 52′ 09″ N, 3° 09′ 47″ E / 41.869058°N,3.163021°E   | IPA-7175      | Carregueu una nova foto d'aquest monument                                                                                        |
| Mas Oliver                                                               |                 | Obra popular XVI                    | Palamós Camí de la Fosca a Castell                            | 41° 51′ 52″ N, 3° 09′ 07″ E / 41.864337°N,3.152065°E   | IPA-7176      | Carregueu una nova foto d'aquest monument                                                                                        |
| Torre Ribes, Torre del Mas Genot                                         |                 | Obra popular XV                     | Palamós Rutlla Alta, 21                                       | 41° 51′ 47″ N, 3° 07′ 54″ E / 41.86308°N,3.13170°E     | IPA-7178      | Carregueu una nova foto d'aquest monument                                                                                        |
| Mas del Vent, Mas Crispí                                                 |                 | Obra popular XVI                    | Palamós Camí vell de la Fosca                                 | 41° 51′ 38″ N, 3° 08′ 17″ E / 41.860572°N,3.137966°E   | IPA-7179      | Mas del Vent (Palamós) · Vegeu més fotos d'aquest monument · Carregueu una nova foto d'aquest monument                           |
| Escoles Municipals, Escoles la Vila                                      |                 | Noucentisme XX                      | Palamós C. Foment, 18-20                                      | 41° 51′ 00″ N, 3° 07′ 58″ E / 41.849946°N,3.132775°E   | IPA-7180      | Escoles Municipals (Palamós) · Vegeu més fotos d'aquest monument · Carregueu una nova foto d'aquest monument                     |
| Grup d'apartaments                                                       |                 | Darreres tendències XX              | Palamós C. Josep Pla                                          | 41° 51′ 15″ N, 3° 08′ 26″ E / 41.854251°N,3.140669°E   | IPA-7182      | Grup d'apartaments (Palamós) · Vegeu més fotos d'aquest monument · Carregueu una nova foto d'aquest monument                     |
| Barraques de cala Canyers                                                |                 | Obra popular XIX Final              | Palamós Cala Canyers, entre Castell i cala Estreta            | 41° 51′ 50″ N, 3° 10′ 13″ E / 41.863906°N,3.170204°E   | IPA-7184      | Barraques de cala Canyers (Palamós) · Vegeu més fotos d'aquest monument · Carregueu una nova foto d'aquest monument              |
| Barraca de cala Estreta                                                  |                 | Obra popular XIX Final              | Palamós A l'oest de cala Estreta                              | 41° 51′ 56″ N, 3° 10′ 22″ E / 41.865434°N,3.172805°E   | IPA-7186      | Barraca de cala Estreta (Palamós) · Vegeu més fotos d'aquest monument · Carregueu una nova foto d'aquest monument                |
| Mas Pepó, Mas Massoni                                                    |                 | Obra popular XVI-XVIII              | Palamós Camí Vell de la Fosca                                 | 41° 51′ 44″ N, 3° 08′ 24″ E / 41.862290°N,3.139964°E   | IPA-7188      | Mas Pepó (Palamós) · Vegeu més fotos d'aquest monument · Carregueu una nova foto d'aquest monument                               |
| Mas Xec                                                                  |                 | Obra popular XVI-XVII               | Palamós Camí de Torre Mirona                                  | 41° 52′ 12″ N, 3° 08′ 32″ E / 41.870119°N,3.142108°E   | IPA-7189      | Carregueu una nova foto d'aquest monument                                                                                        |
| Cases de Sant Joan de Palamós                                            |                 | Obra popular, modernisme XX Inici   | Palamós Av. de la Llibertat, 2-4                              | 41° 51′ 29″ N, 3° 07′ 45″ E / 41.857959°N,3.129162°E   | IPA-7190      | Cases de Sant Joan de Palamós · Vegeu més fotos d'aquest monument · Carregueu una nova foto d'aquest monument                    |
| Passeig del Mar                                                          |                 | XX Mitjan                           | Palamós Pg. de Mar                                            | 41° 50′ 54″ N, 3° 07′ 28″ E / 41.848390°N,3.124469°E   | IPA-7193      | Passeig de Mar (Palamós) · Vegeu més fotos d'aquest monument · Carregueu una nova foto d'aquest monument                         |
| Cementiri Municipal de Palamós                                           |                 | Eclecticisme XIX Final              | Palamós Av. del Mediterrani                                   | 41° 51′ 01″ N, 3° 08′ 13″ E / 41.850346°N,3.136980°E   | IPA-7194      | Cementiri Municipal de Palamós · Vegeu més fotos d'aquest monument · Carregueu una nova foto d'aquest monument                   |
| Cases d'obrers                                                           |                 | Obra popular XIX Final              | Palamós C. Riera d'Aubí, 2-90 - c. López i Puigcerver, 83-135 | 41° 50′ 59″ N, 3° 07′ 09″ E / 41.849785°N,3.119126°E   | IPA-7195      | Cases d'obrers (Palamós) · Vegeu més fotos d'aquest monument · Carregueu una nova foto d'aquest monument                         |
| Casa Matamala                                                            |                 | Racionalisme XX                     | Palamós Pg. de la Fosca, 2                                    | 41° 51′ 17″ N, 3° 08′ 33″ E / 41.854784°N,3.142573°E   | IPA-7196      | Casa Matamala (Palamós) · Vegeu més fotos d'aquest monument · Carregueu una nova foto d'aquest monument                          |
| Cases del passeig de la Fosca                                            |                 | Obra popular XX Mitjan              | Palamós Pg. de la Fosca, 1, 5 i 6                             | 41° 51′ 17″ N, 3° 08′ 33″ E / 41.854604°N,3.142567°E   | IPA-7197      | Cases del passeig de la Fosca (Palamós) · Vegeu més fotos d'aquest monument · Carregueu una nova foto d'aquest monument          |
| Mas Gorgoll                                                              |                 | Obra popular XVIII-XX               | Palamós Paratge Balitrà                                       | 41° 51′ 22″ N, 3° 07′ 08″ E / 41.856000°N,3.118999°E   | IPA-7199      | Mas Gorgoll (Palamós) · Vegeu més fotos d'aquest monument · Carregueu una nova foto d'aquest monument                            |
| Cases d'estiueig                                                         |                 | Obra popular XX Inici               | Palamós Pg. de la Fosca, 20-21                                | 41° 51′ 26″ N, 3° 08′ 32″ E / 41.857228°N,3.142286°E   | IPA-7200      | Cases d'estiueig (Palamós) · Vegeu més fotos d'aquest monument · Carregueu una nova foto d'aquest monument                       |
| Pont de ferro de la riera d'Aubí, Pont del Rellotge, Pont de Mas Gorgoll |                 | Arquitectura del ferro XIX Final    | Palamós Paratge Balitrà, a la dreta de la ctra. de Girona     | 41° 51′ 16″ N, 3° 07′ 08″ E / 41.854541°N,3.119014°E   | IPA-7202      | Pont de ferro de la riera d'Aubí (Palamós) · Vegeu més fotos d'aquest monument · Carregueu una nova foto d'aquest monument       |
| Capella de Sant Esteve                                                   |                 | Obra popular XIX Inici              | Palamós Promontori de Sant Esteve                             | 41° 51′ 32″ N, 3° 08′ 52″ E / 41.858877°N,3.147882°E   | IPA-7203      | Capella de Sant Esteve (Palamós) · Vegeu més fotos d'aquest monument · Carregueu una nova foto d'aquest monument                 |
| Mas Genot, Restaurant Can Janot, Mas Ribes                               |                 | Obra popular XVII                   | Palamós Rutlla Alta, 21                                       | 41° 51′ 47″ N, 3° 07′ 58″ E / 41.86307°N,3.13276°E     | IPA-7207      | Carregueu una nova foto d'aquest monument                                                                                        |
| Creu del Portal, creu de terme                                           |                 | Gòtic-renaixement XVI               | Palamós Entrada del nou cementiri                             | 41° 51′ 01″ N, 3° 08′ 11″ E / 41.850149°N,3.136389°E   | IPA-30780     | Creu del Portal (Palamós) · Vegeu més fotos d'aquest monument · Carregueu una nova foto d'aquest monument                        |
| Claustre del Mas del Vent, Claustre de Ciudad Lineal                     |                 | Historicisme, romànic XX            | Palamós Mas del Vent                                          | 41° 51′ 37″ N, 3° 08′ 14″ E / 41.860329°N,3.137322°E   | IPA-40912     | Claustre del Mas del Vent (Palamós) · Vegeu més fotos d'aquest monument · Carregueu una nova foto d'aquest monument              |